# Pirogalol
Pirogalol, ácido pirogálico ou 1,2,3-benzenotriol é um composto químico aromático, com fórmula C6H6O3. É um fenol, derivado do benzeno pela substituição de três átomos de hidrogênio com carbono adjacentes, por hidroxilas.
É usado para absorver o oxigênio.